# Christian Astolfi
Pour les articles homonymes, voir Astolfi.
Œuvres principales
- Les tambours de pierre (2007)
- Une peine capitale (2014)
- Cette fois je ne t'attendrai pas (2018)
- De notre monde emporté (2022)
- L'oeil de la perdrix (2024)

Christian Astolfi est un écrivain français né le 18 octobre 1958 à Toulon, dans le Var.

## Biographie
Né à Toulon dans une famille ouvrière, Christian Astolfi a 16 ans quand il entre comme apprenti à l'Arsenal maritime. Il y devient ouvrier charpentier tôlier, avant d'entreprendre des études d'ergonomie qui le conduisent à analyser le monde du travail.
Il rejoint ensuite le monde de l'éducation et occupe pendant plus de 25 ans la fonction de conseiller principal d'éducation en collège puis en lycée, avec une attention particulière pour les jeunes décrocheurs. Il est à l'origine de la création, en 2014, du Lycée des possibles, une structure de retour à l'école, qui offre à des jeunes en situation de déscolarisation une alternative éducative et pédagogique.
Il vit aujourd'hui à Marseille.

## Œuvre
Christian Astolfi commence à écrire dans les années 1990. Son premier roman, Les tambours de pierre, paru en 2007, fait résonner le passé d'un vieux boxeur atteint par Alzheimer, les clichés d'un photographe malade de l'amiante et la mémoire enfouie d'un narrateur fils d'ouvrier d'un chantier naval désaffecté,. Ce premier texte est retenu dans les sélections du Prix Robert-Walser (Suisse) et du Prix littéraire des lycéens & apprentis de la région Provence-Alpes-Côte d'Azur.
Sept ans plus tard, dans Une peine capitale, le jeune Paulo s'affranchit douloureusement de l'ombre oppressante de son ogre de père,, dernier bourreau avant l'abolition de la peine de mort. Une peine capitale reçoit  le Prix du deuxième roman de la librairie imprimerie Colophon (Grignan, Drôme), le prix de la librairie L'Étagère (Saint-Malo, Ille-et-Vilaine), et fait partie des finalistes du Prix Horizon (Marche-en-Famenne, Belgique),.
Pour Cette fois je ne t'attendrai pas, édité en 2018, Christian Astolfi prend la voix de la vieille Marguerite dans son dialogue intime avec son corps en fin de vie, chair indigne aux souvenirs pourtant si vifs, et avec son fils à l'écoute toujours trop pressée, gênée.
Avec De notre monde emporté, édité en 2022 par la maison Le bruit du monde, Christian Astolfi retrouve les chantiers navals et ses figures ouvrières désorientées par la désindustrialisation, leur monde tout entier disparu,. À La Seyne-sur-mer, Narval et ses camarades traversent quarante ans d'histoire économique, sociale et politique, qui les laissent désunis, sans métier ni illusion. Seule la lutte contre la maladie de l'amiante les soude à nouveau, une dernière fois. Ce quatrième titre, publié avec le concours du Centre national du livre, creuse les thèmes ouverts dans les précédents romans : le travail, la disparition du monde ouvrier, la filiation, les mémoires et les identités individuelles et collectives... Enregistré en livre audio avec la voix du comédien Guillaume Orsat par la jeune maison indépendante Multisonor, De notre monde emporté se voit doublement récompensé en 2023 par un Coup de cœur de la parole enregistrée de l'Académie Charles Cros, et en 2024 par le Prix du livre audio Lire dans le noir à l'unanimité du jury,.
A la rentrée littéraire 2024, Christian Astolfi publie un deuxième roman social chez Le bruit du monde : L'œil de la perdrix, l'histoire de l'amitié émancipatrice entre Rose et Farida, sur laquelle plane le spectre de la guerre d'Algérie.
L'écriture de Christian Astolfi se caractérise par sa concision et sa justesse. Sobre et pourtant puissamment évocatrice, elle contribue à l'élaboration d'un ton singulier dont se nourrit le climat de chaque roman.[non neutre]

### Romans
- 2007 : Les tambours de pierre, La Chambre d'échos  (ISBN 9782913904354), 111 p.
- 2014 : Une peine capitale, Flammarion  (ISBN 9782081302549), 140 p.
- 2018 : Cette fois je ne t'attendrai pas, Flammarion  (ISBN 9782081354302), 115 p.
- 2022 : De notre monde emporté, Le bruit du monde[29]  (ISBN 9782493206077), 192 p. Réédition Pocket, 2023,  (ISBN 226632876X)
- 2024 : L’œil de la perdrix, Le bruit du monde  (ISBN 9782386010149), 240 p. Réédition Feryane  (ISBN 978-2-36360-853-6), 248 p., texte intégral en gros caractères.

### Théâtre
La pièce de théâtre Hypo est une libre adaptation d'un roman non publié de Christian Astolfi, qui raconte, dans un style sensible et drôle, l'histoire d'un jeune hypocondriaque. Seul en scène, Lucas Andrieu a tenu le rôle d'Hypo dans plusieurs théâtres varois et à Paris, au Théâtre de la Contrescarpe en 2018 et au Théâtre du Marais en 2019.

### Livres audio
- 2023 : De notre monde emporté, lu par Guillaume Orsat, Multisonor, Paris, 4h45  (ISBN 9782958214562)
- 2024 : L’œil de la perdrix, lu par Virginie Méry, Lizzie, Paris, 3h57  (ISBN 9791036639265)

## Prix et distinctions

### Les tambours de pierre
- 2008 : Sélection du Prix Robert-Walser (Suisse)[1].
- 2008-2009 : Sélection du Prix littéraire des lycéens & apprentis de la région Provence-Alpes-Côte d'Azur[8]
- 2009 : Sélection du prix Librecourt de la Délégation Académique à l'Action Culturelle, académie de Poitiers (Saint-Jean-d'Angély, Charente-Maritime)[33]

### Une peine capitale
- 2015 : Prix du deuxième roman de la librairie imprimerie Colophon (Grignan, Drôme)[14]
- 2016 : Finaliste du Prix Horizon (Marche-en-Famenne, Belgique)[34]
- 2014 : Prix de la librairie L'étagère (Saint-Malo, Ille-et-Vilaine)[35]

### De notre monde emporté
- 2022 : Prix France bleu Page des libraires[36],[37]
- 2023 : Prix Jean Amila-Meckert
- 2022 : Sélection Prix Louis Guilloux[38]
- 2023 : Prix de la librairie Les Cordeliers (Roman-sur-Isère, Drôme)
- 2023 : Sélection Prix Eugène Dabit[39]
- 2023 : Coup de cœur de la parole enregistrée de l'Académie Charles Cros, catégorie Romans, pour De notre monde emporté, lu par Guillaume Orsat[23],[24]
- 2024 : Prix du livre audio Lire dans le noir, pour De notre monde emporté, lu par Guillaume Orsat[25]

### L'oeil de la perdrix
- 2024 : Sélection prix du roman FNAC[40]
- 2024 : Sélection prix Gisèle Halimi[41]
- 2025 : Sélection finale prix des Libraires[42]
- 2025 : Sélection finale prix Eugène Dabit[43]
- 2025 : Sélection prix Montluc Résistance et liberté[44]
- 2025 : Sélection prix du roman Coiffard[45] (Librairie Coiffard, Nantes, Loire Atlantique)
- 2025 : Sélection prix LGA (Librairie Le grenier d'abondance, Salon-de-Provence, Bouches-du-Rhône)
- 2025 : Sélection prix du 3 mars 2025 de la librairie Le bruit des mots[46] (Librairie Le bruit des mots, La Flèche, Sarthe)